# Nuoto ai Giochi della VII Olimpiade - Staffetta 4x200 metri stile libero maschile
La Staffetta 4x200 metri stile libero maschili dei Giochi di Anversa 1920 si svolse in due turni il 25 agosto e il primo settembre. Le nazionali partecipanti furono 7 e schierarono un totale di 29 atleti.
Per la prima volta, la gara fu vinta dagli Stati Uniti, che si imposero con un nuovo record mondiale su Australia e Gran Bretagna, distanziate di oltre 20 secondi.

## Semifinali
- Batteria 1

| Pos. | Nazione     | Atleti                                                         | Tempo   | Note |
| ---- | ----------- | -------------------------------------------------------------- | ------- | ---- |
| 1    | Stati Uniti | Perry McGillivray Pua Kele Kealoha Norman Ross Duke Kahanamoku | 10'20"4 | Q    |
| 2    | Australia   | Harry Hay Billy Herald Ivan Stedman Keith Kirkland             | 10'36"4 | Q    |
| 3    | Svezia      | Robert Andersson Frans Möller Orvar Trolle Arne Borg           | 10'54"4 | Q    |
| 4    | Francia     | Albert Mayaud Paul Vasseur Georges Pouilley Henri Padou        | 11'53"0 |      |

- Batteria 2

| Pos. | Nazione       | Atleti                                                             | Tempo   | Note |
| ---- | ------------- | ------------------------------------------------------------------ | ------- | ---- |
| 1    | Gran Bretagna | Leslie Savage Percy Peter Henry Taylor Harold Annison              | 10'51"0 | Q    |
| 2    | Italia        | Mario Massa Agostino Frassinetti Antonio Quarantotto Gilio Bisagno | 11'01"2 | Q    |
| 3    | Belgio        | Pierre Vermetten Joseph Cludts René Bauwens Gérard Blitz           | 11'12"2 |      |

## Finale
| Pos.    | Nazione       | Atleti                                                             | Tempo   | Note            |
| ------- | ------------- | ------------------------------------------------------------------ | ------- | --------------- |
| Oro     | Stati Uniti   | Perry McGillivray Pua Kele Kealoha Norman Ross Duke Kahanamoku     | 10'04"4 | Record mondiale |
| Argento | Australia     | Harry Hay Billy Herald Ivan Stedman Frank Beaurepaire              | 10'25"4 |                 |
| Bronzo  | Gran Bretagna | Leslie Savage Percy Peter Henry Taylor Harold Annison              | 10'37"2 |                 |
| 4       | Svezia        | Robert Andersson Frans Möller Orvar Trolle Arne Borg               | 10'50"2 |                 |
| 5       | Italia        | Mario Massa Agostino Frassinetti Antonio Quarantotto Gilio Bisagno | ?       |                 |